# Tadeusz Dmyterko
Tadeusz Jerzy Dmyterko (ur. 26 kwietnia 1930 w Lublinie, zm. 10 stycznia 2018 w Warszawie) – polski działacz partyjny i państwowy, wojewoda zamojski (1975–1976).

## Życiorys
Syn Grzegorza i Zofii. Od 1959 członek PZPR. Pełnił funkcję zastępcy przewodniczącego Wojewódzkiej Rady Narodowej w Lublinie. W czerwcu 1975 został pierwszym wojewodą zamojskim, a także członkiem KW PZPR w Zamościu; po dziesięciu miesiącach odwołany z obydwu funkcji. Przeniósł się następnie do Warszawy, gdzie pracował w ministerstwach administracji i przemysłu lekkiego.